# Горам (Канзас)
Горам (енгл. Gorham) град је у америчкој савезној држави Канзас.

## Демографија
По попису из 2010. године број становника је 334, што је 26 (-7,2%) становника мање него 2000. године.
| Група             | 2000.       | 2010.       |
| Белци             | 352 (97,8%) | 330 (98,8%) |
| Афроамериканци    | 0 (0,0%)    | 0 (0,0%)    |
| Азијати           | 1 (0,3%)    | 0 (0,0%)    |
| Хиспаноамериканци | 3 (0,8%)    | 1 (0,3%)    |
| Укупно            | 360         | 334         |